# Pseudarchaster pulcher
Pseudarchaster pulcher är en sjöstjärneart som beskrevs av Ludwig 1905. Pseudarchaster pulcher ingår i släktet Pseudarchaster och familjen Pseudarchasteridae. Inga underarter finns listade i Catalogue of Life.